# Clifton (Texas)
Clifton es una ciudad situada en el condado de Bosque, Texas, Estados Unidos. Tiene una población estimada, a mediados de 2022, de 3513 habitantes.

## Geografía
La localidad está ubicada en las coordenadas 31°46′55″N 97°34′55″O / 31.78194, -97.58194. Según la Oficina del Censo, tiene una superficie total de 5.34 km², de los cuales 5.31 km² corresponden a tierra firme y 0.03 km² están cubiertos de agua.

## Demografía
Según el censo de 2020, en ese momento la localidad tenía una población de 3465 habitantes. La densidad de población era de 652.54 hab./km².
| Raza                   | Núm. | Porc.  |
| ---------------------- | ---- | ------ |
| Blancos                | 2351 | 67.8%  |
| Afroamericanos         | 91   | 2.6%   |
| Amerindios             | 33   | 1.0%   |
| Asiáticos              | 27   | 0.8%   |
| De otras razas         | 424  | 12.2%  |
| De una mezcla de razas | 539  | 15.6%  |
| Total                  | 3465 | 100.0% |

Del total de la población, el 29.9% eran hispanos o latinos de cualquier raza.